# Ekonomia ekologiczna
Ekonomia ekologiczna – nauka analizująca i opisująca procesy gospodarcze, społeczne i ekologiczne będące podstawą realizacji zrównoważonego rozwoju. Ekonomia ekologiczna odwołuje się do ekologicznego paradygmatu ekonomii i stoi w opozycji do ekonomii środowiska i zasobów naturalnych opierającej się na paradygmacie ekonomizacji środowiska.
Istnieją dwie szkoły ekonomii ekologicznej: jedna skupiona w Międzynarodowym Stowarzyszeniu Ekologicznej Ekonomii (ISEE), druga, bliższa tradycji neoklasycznej, powiązana ze sztokholmskim The Beijer Institute of Ecological Economics.

## Charakterystyka
Ekonomia ekologiczna jako wielodyscyplinarna dziedzina nauki czerpie m.in. z takich dziedzin jak ekonomia, ekologia, urbanistyka, demografia, planowanie przestrzenne.
Podstawowymi kategoriami ekonomii ekologicznej są:
- kapitał naturalny (przyrodniczy)
- sprawiedliwość wewnątrzpokoleniowa, międzypokoleniowa i międzygatunkowa
- zrównoważony rozwój (samopodtrzymywanie się, ang. sustainability)
- efekty zewnętrzne

Ekonomia ekologiczna wyrosła na gruncie krytyki ekonomii neoklasycznej.

## Zakres badań
Według Międzynarodowego Stowarzyszenia Ekologicznej Ekonomii (ISEE]), następujące zagadnienia są centralnymi obiektami badań ekonomii ekologicznej:
- Modelowanie: Jak lepiej połączyć modele ekonomiczne i ekologiczne, aby móc adekwatnie badać i zarządzać lokalną bioróżnorodnością, ekosystemami oceanicznymi, usługami klimatycznymi ziemskiej atmosfery itp.?
- Sprawiedliwość: Jaki jest związek między sprawiedliwością międzyludzką, międzypokoleniową oraz na poziomie narodów a zrównoważonym rozwojem?
- Wskaźniki: Czy można sterować procesem rozwoju społeczno-ekonomicznego przez uzupełnienie istniejących wskaźników (PKB) wskaźnikami biofizycznymi, takimi jak ślad ekologiczny, oraz społecznymi, takimi jak edukacja kobiet?
- Granice: Które cechy systemów ekologicznych i społecznych działają jako granice rozwoju i w jakim stopniu kapitał uprzedmiotowiony może zastąpić kapitał naturalny?
- Handel i rozwój: Jak dotychczasowa polityka rozwojowa celująca w ułatwienie przepływu kapitału wpływa na możliwości kontroli zasobów naturalnych, zdolność narodów do zarządzania systemami naturalnymi, oraz na dystrybucję dobrobytu?
- Wycena: W jakim stopniu można wyceniać usługi ekosystemowe znajdujące się poza rynkami i jak można wspierać dyskurs społeczny na temat ekologicznych i społecznych wartości znacznie wzbogacających miary czysto ekonomiczne.
- Instrumenty polityczne: Jak systemy handlu ekologicznymi certyfikatami mogą być efektywnie połączone z ekologiczną reformą systemu podatkowego i wprowadzone w życie?